# Dunkirk (Indiana)
Dunkirk és una població dels Estats Units a l'estat d'Indiana. Segons el cens del 2000 tenia 2.646 habitants.

## Demografia
Segons el cens del 2000, Dunkirk tenia 2.646 habitants, 1.093 habitatges, i 746 famílies. La densitat de població era de 904,1 habitants/km².
Dels 1.093 habitatges en un 30,9% hi vivien nens de menys de 18 anys, en un 51,9% hi vivien parelles casades, en un 12,3% dones solteres, i en un 31,7% no eren unitats familiars. En el 27,5% dels habitatges hi vivien persones soles el 15,3% de les quals corresponia a persones de 65 anys o més que vivien soles. El nombre mitjà de persones vivint en cada habitatge era de 2,42 i el nombre mitjà de persones que vivien en cada família era de 2,91.
Per edats la població es repartia de la següent manera: un 24,6% tenia menys de 18 anys, un 9,2% entre 18 i 24, un 26,6% entre 25 i 44, un 23,7% de 45 a 60 i un 15,9% 65 anys o més.
L'edat mediana era de 38 anys. Per cada 100 dones de 18 o més anys hi havia 85,3 homes.
La renda mediana per habitatge era de 33.750$ i la renda mediana per família de 38.220$. Els homes tenien una renda mediana de 32.684$ mentre que les dones 20.517$. La renda per capita de la població era de 15.128$. Entorn del 7,1% de les famílies i el 10,5% de la població estaven per davall del llindar de pobresa.

## Poblacions més properes
El següent diagrama mostra les poblacions més properes.